# Infiltrație
Infiltrația este procesul prin care apa de pe suprafața solului pătrunde în sol, umplând golurile dintre particulele solide ale solului. Infiltrația este determinată de două forțe contrare: gravitația și capilaritatea.